# Zakład Karny w Malborku

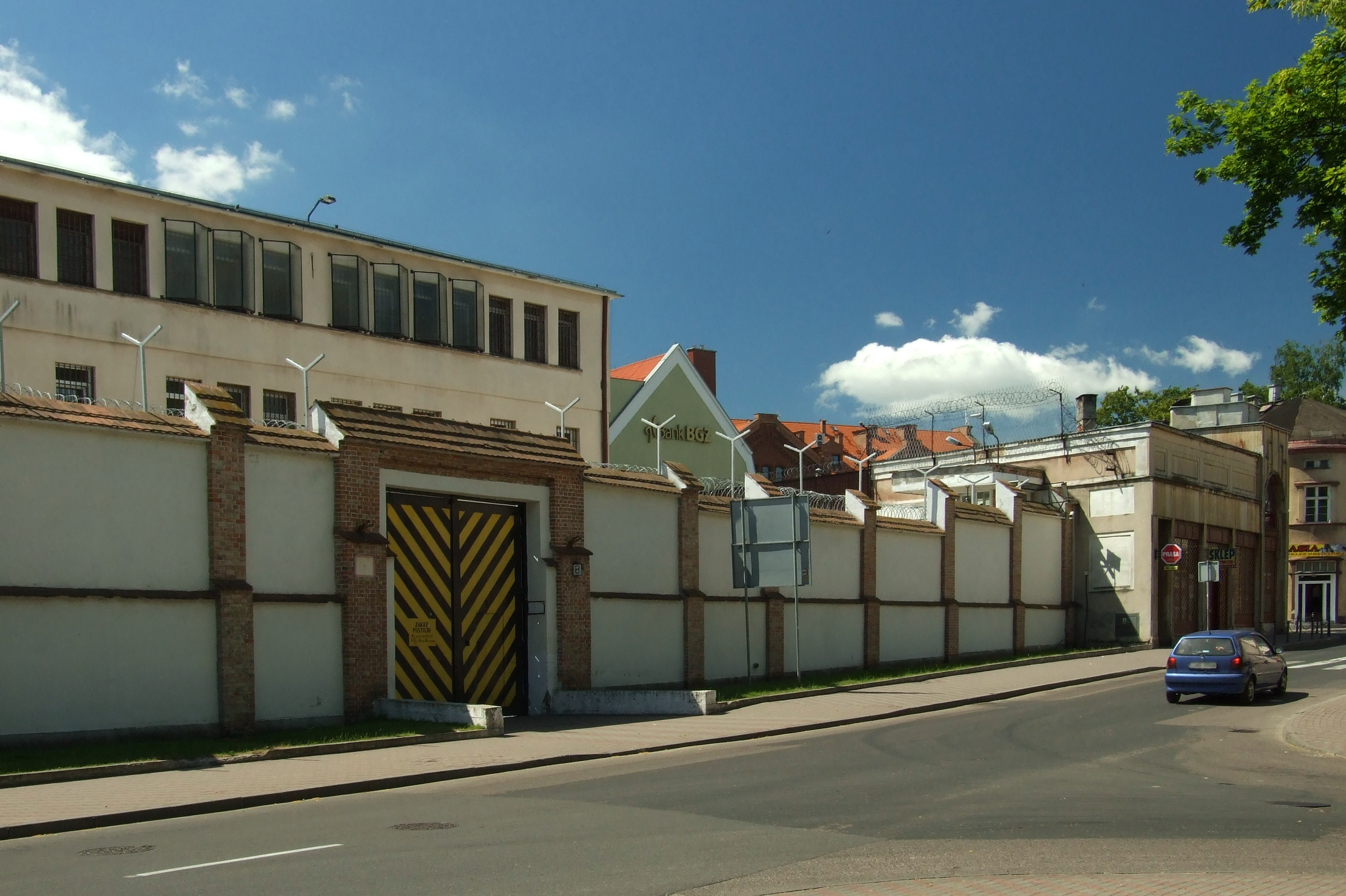
Zakład Karny w Malborku

Zakład Karny w Malborku – zakład karny umiejscowiony w Malborku, w województwie pomorskim. Jest to zakład typu zamkniętego dla mężczyzn odbywających karę po raz pierwszy, z oddziałami:
- oddział dla tymczasowo aresztowanych
- oddział karny typu zamkniętego przeznaczony dla młodocianych mężczyzn.

## Historia
Zakład powstał na przełomie XIX i XX w. jako więzienie śledczo-karne dla kobiet i mężczyzn.
W czasie okupacji mieścił się tu areszt policyjny, w którym przetrzymywano osoby przeznaczone do wysyłki do obozu. Po II wojnie światowej areszt pełnił funkcję domu poprawczego, schroniska dla nieletnich, aresztu śledczego i od 1998 zakładu karnego.
Zakład posiada trzy oddziały, zatrudnia 95 funkcjonariuszy i pracowników cywilnych.
Na terenie ZK znajduje się gabinet stomatologiczny i internistyczny, znajduje się również kaplica, centralna biblioteka i punkty biblioteczne na każdym oddziale. Przy Zakładzie Karnym w Malborku działa Koło Emerytów i Rencistów oraz klub Honorowych Dawców Krwi.

## Dyrektorzy
- ppłk Andrzej Dębowski
- ppłk Zdzisław Kluczyk
- ppłk Jan Morozowski
- ppłk Mirosław Burczyk
- ppłk Robert Witkowski

## Struktura organizacyjna
Na strukturę organizacyjną jednostki składają się:
- kierownictwo i stanowiska samodzielne
- dział organizacyjny
- dział kadr
- dział penitencjarny
- dział ochrony
- dział ewidencji
- dział finansowy
- dział kwatermistrzowski
- dział zatrudnienia osadzonych
- dział łączności i informatyki
- zakład opieki zdrowotnej
- inspektor ds. kadr inspektor ds. organizacyjno-prawnych
- inspektor ds. zatrudnienia i bhp inspektor ds informatyki instruktor.

## Zadania
Dyrektor Zakładu Karnego Malbork realizuje zadania na podstawie ustawy z dnia 9 kwietnia 2010 r. o Służbie Więziennej. Do zadań realizowanych należy:
- wykonywanie tymczasowego aresztowania w sposób zabezpieczający prawidłowy tok postępowania karnego,
- ochrona społeczeństwa przed osobami osadzonymi w zakładzie karnym,
- zapewnienie w zakładzie karnym porządku i bezpieczeństwa,
- wykonywanie wszelkich czynności administracyjnych związanych z wykonywaniem tymczasowego aresztowania oraz kar i środków przymusu skutkujących pozbawienie wolności oraz dokumentowania tych czynności
- organizowanie pracy sprzyjającej zdobywaniu umiejętności zawodowych,
- nauczanie oraz zajęcia kulturalno-oświatowe i sportowe,
- wdrażanie skazanych do readaptacji społecznej poprzez stwarzanie warunków sprzyjających do utrzymywania przez nich kontaktów z bliskimi osobami z wolności,
- zapewnienie osobom skazanym na kary pozbawienia wolności lub tymczasowo aresztowanym przestrzegania ich praw, a zwłaszcza humanitarnych warunków odbywania kary, poszanowania godności osobistej, zapewnienia opieki zdrowotnej i możliwości korzystania z posług religijnych.